# Cintray
Cintray foi uma antiga comuna francesa na região administrativa da Normandia, no departamento de Eure. Estendia-se por uma área de 16,3 km². Em 2010 a comuna tinha 438 habitantes (densidade: 26,9 hab./km²).
Em 1 de janeiro de 2016, foi incorporada à comuna de Breteuil.